# Henriette-Adélaïde de Savoie
 (octobre 2016).
Si vous disposez d'ouvrages ou d'articles de référence ou si vous connaissez des sites web de qualité traitant du thème abordé ici, merci de compléter l'article en donnant les références utiles à sa vérifiabilité et en les liant à la section « Notes et références ».
Henriette-Adélaïde de Savoie (1636-1676) est la fille de Victor-Amédée Ier de Savoie et de Christine de France.

## Vie de famille

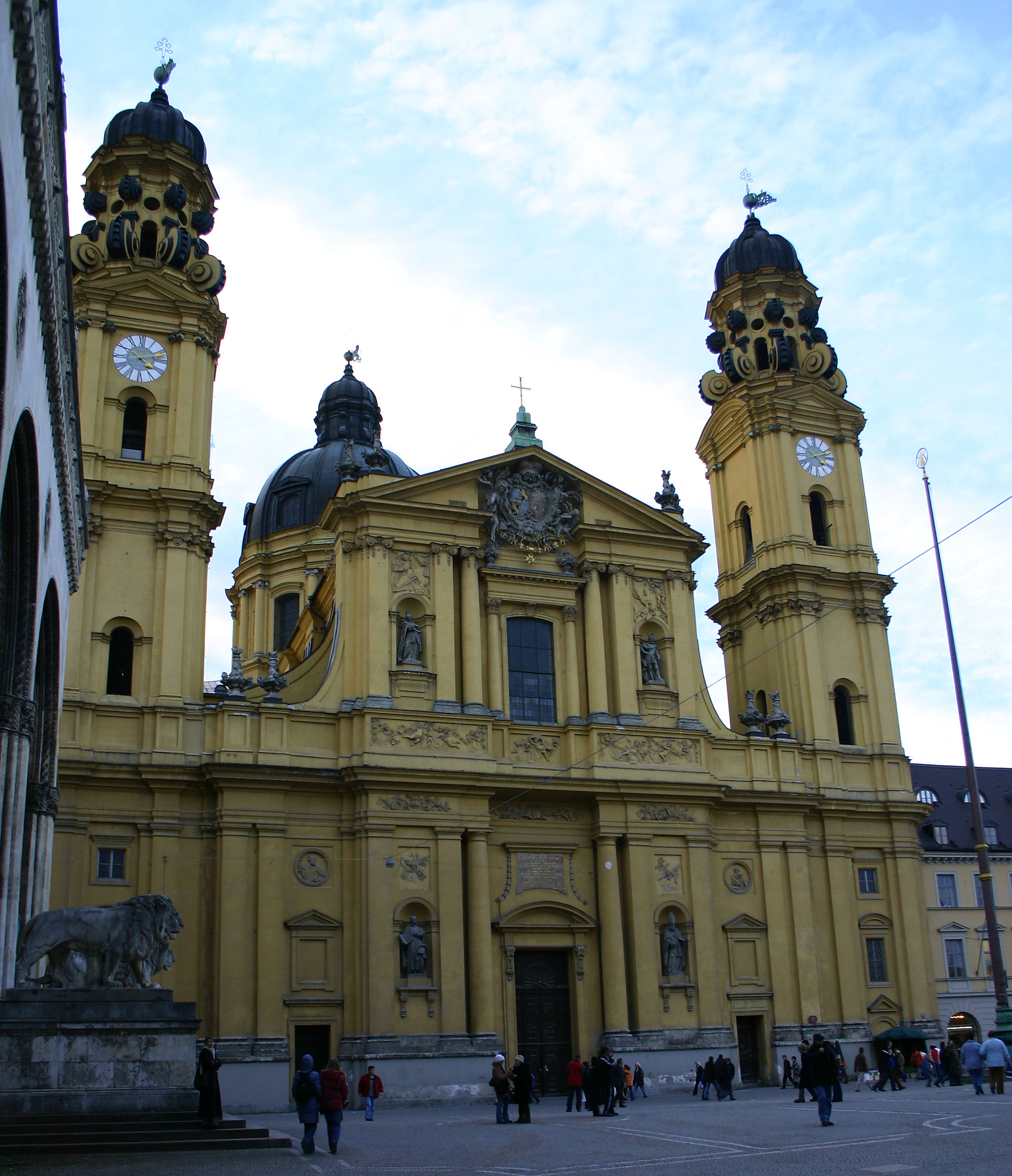
L'église des Théatins

Fille de Victor-Amédée Ier de Savoie et de Christine de France, elle naît en 1636.
Son père meurt l'année suivante et sa mère se charge de la régence pour son frère aîné François-Hyacinthe puis à la mort de celui-ci en 1638 pour son puîné Charles-Emmanuel II de Savoie.
Proche parente des rois Louis XIV de France et Philippe IV d'Espagne, elle est un parti recherché. Elle épouse en 1652 l’Électeur Ferdinand-Marie de Bavière auquel elle donne 8 enfants en 13 ans :
- Marie-Anne de Bavière mariée en 1680 à Louis de France, dauphin du Viennois (1661-1711)[1] ;
- Maximilien-Emmanuel de Bavière (1662-1726), électeur de Bavière (1679), marié en 1685 à Marie-Antoinette d'Autriche (1669-1692) puis en 1695 à Thérèse-Cunégonde Sobieska (1676-1735) ;
- Louise-Marguerite Antoinette (1663-1665) ;
- Louis-Amédée (1665-1665) ;
- une fille mort-née (1667) ;
- Cajetan (1670-1670) ;
- Joseph-Clément de Bavière (1671-1723), archevêque-électeur de Cologne ;
- Violante-Béatrice de Bavière (1673-1731), mariée en 1689 à Ferdinand de Médicis, grand-prince de Toscane (1663-1713).

## Vie politique
Membre de la maison de Bourbon par sa mère et ayant une grande influence sur son mari, elle engagea celui-ci à mener une politique francophile aux dépens de son voisin autrichien. Elle promut l'opéra italien en Allemagne, fit mettre au goût du jour le Palais de Nymphenburg que son mari lui avait offert et construire l'église des Théatins de Munich en action de grâce pour la naissance de leur fils aîné.
Ayant donné le jour à huit enfants en treize ans, elle meurt d'épuisement le 20 octobre 1676 à l'âge de 39 ans. Son mari lui survit 3 ans et meurt à 43 ans.